# Vlněna Office Park
Vlněna Office Park je kancelářský objekt, který se nachází v Brně, ve čtvrti Trnitá, na místě bývalé textilní továrny Vlněna. Skládá se z osmi moderních budov (některé jsou ještě ve výstavbě) a z jedné původní budovy (Bochnerův palác).

## Historie továrny
Původní Vlněna byla založena už v 18. století a byla jedna z několika textilních továren, které se v této brněnské lokalitě nacházely. Až do roku 1941 byla vlastněna židovskou rodinou Stiassni. Po druhé světové válce byla továrna znárodněna a sloučena do národního podniku Vlněna. Výroba v ní probíhala až do roku 2008.

## Výstavba

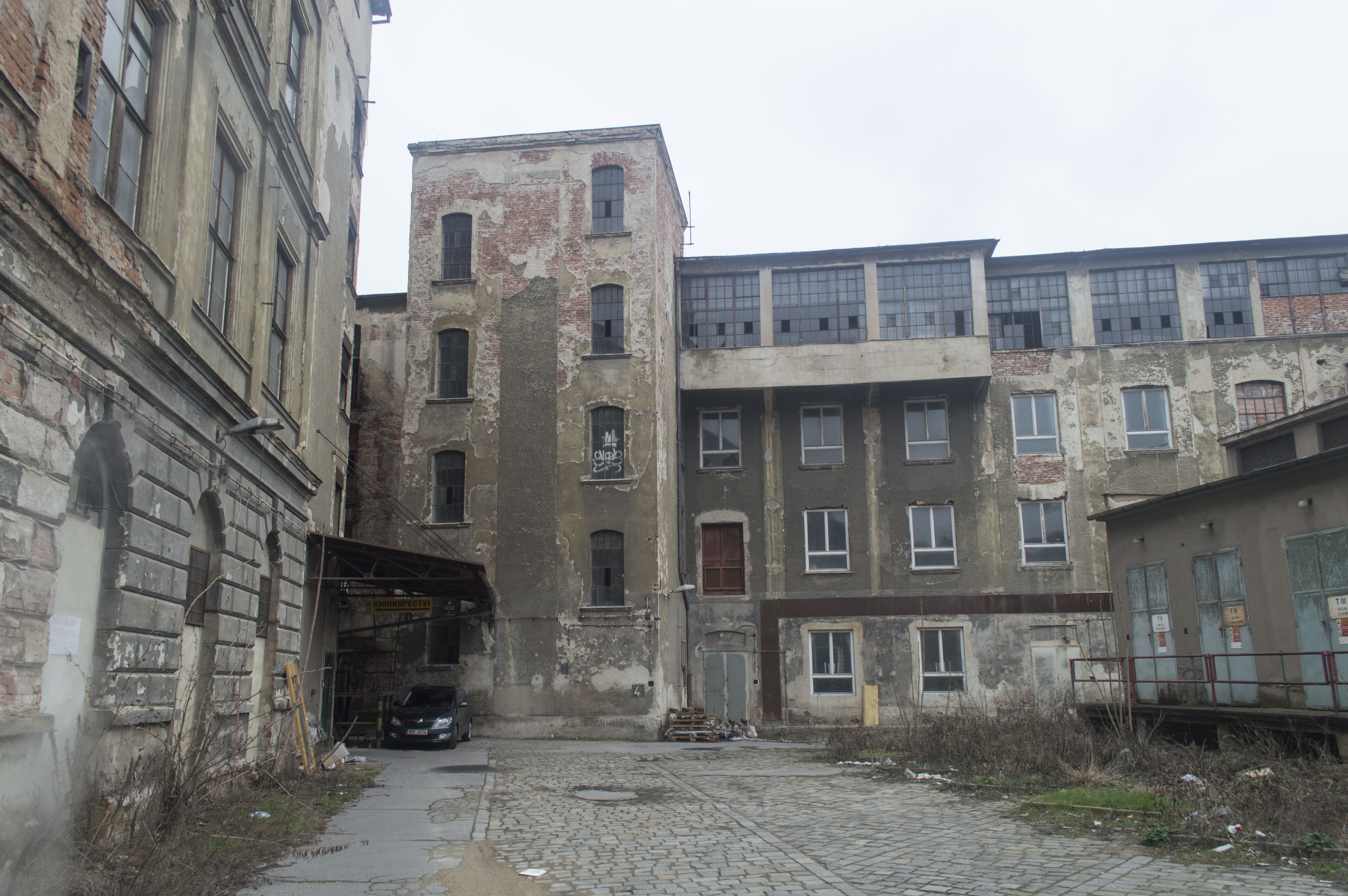
Zchátralá budova bývalé textilní továrny

Továrna následně chátrala až do roku 2016, kdy objekt koupila developerská společnost CTP a začala demolice a následná výstavba nového kancelářského objektu. Přestavba byla provedena podle projektu architektů Václava Hlaváčka a Bena Hoeka z architektonického ateliéru Studio acht. Parková úprava byla navržena holandským zahradníkem Lodewijkem Baljonem. V roce 2018 byla jako první postavena budova H. Pro rok 2024 se připravuje otevření nové moderní budovy I s certifikaci BREEAM Outstanding a WELL Platinum. Na rok 2025 se plánuje dokončení budovy K. S v Po výstavbě, která se plánuje až na 12 let, se bude skládat z deseti budov, mezi nimiž je vybudován odpočinkový park s jezírkem. Nové administrativní centrum má 120 000 m² kancelářských a prodejních ploch.
Součástí parku je zelená střecha vybudovaná v letech 2018–2020 na podzemních garážích na ploše 3 750 m². Zelená střecha získala  3. místo v soutěži Veřejná zelená střecha.

## Poloha
Kancelářský objekt se nachází na stejném místě, kde stávala továrna  tj. jižně od centra Brna v rozvíjející se lokalitě v blízkosti plánované Jižní čtvrti a nového hlavního nádraží. Rozkládá se mezi ulicemi Dornych, Přízova, Mlýnská a novou ulicí Vlněna. V blízkosti se nachází obchodní centrum Galerie Vaňkovka a kancelářská budova Dorn Brno.